# Ohel we Wrocławiu

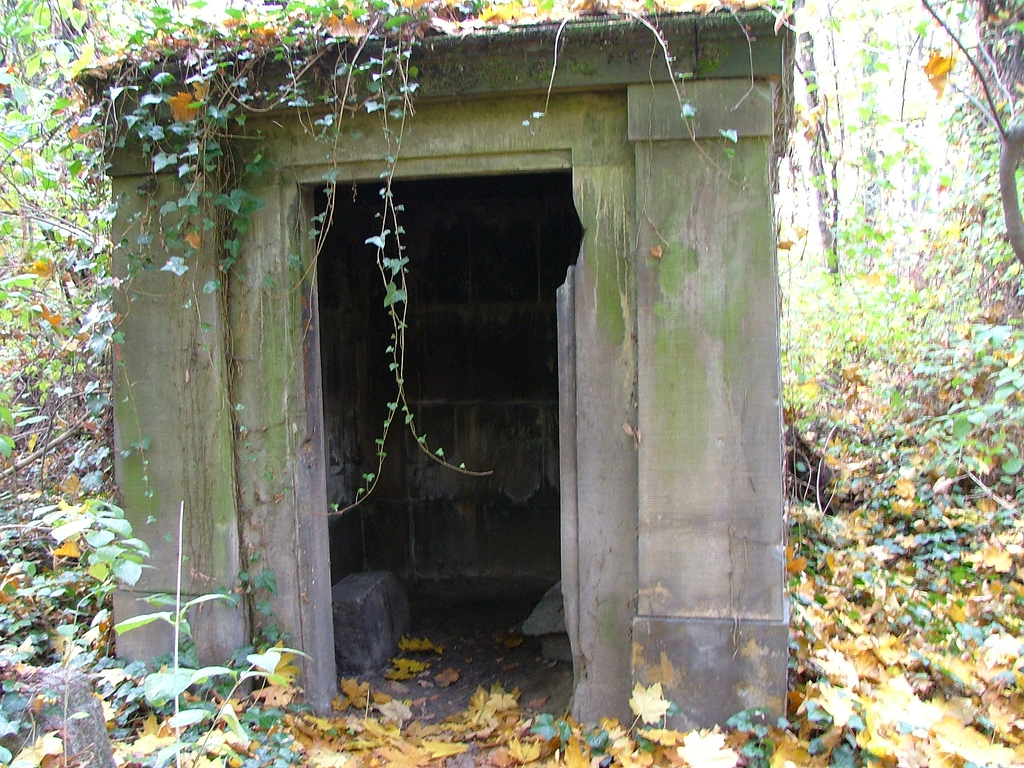
Ohel w 2004

Ohel Miny Ciry Majzel – grobowiec na Nowym Cmentarzu Żydowskim we Wrocławiu.
Jest to jedyny znany ohel na Dolnym Śląsku i jeden z nielicznych wzniesionych na grobie kobiety. Został zbudowany około 1909 na grobie Miny Ciry Majzel, żony naczelnego rabina Łodzi Eliasza Chaima Majzla. Jest to prosty, kwadratowy, murowany budynek, z otworem drzwiowym zwróconym w kierunku północno-wschodnim. Wewnątrz ohelu, na tylnej ścianie znajduje się napis w jęz. hebrajskim:

Oto miejsce grobu niewiasty bogobojnej, znanej z dobroczynności, rabinowej, pani Miny Ciry, córki pana, gaona, naszego nauczyciela Nachmana (błogosławiona pamięć sprawiedliwego), światłości rodziny Majzel, z rodu gaonów Izraela, filarów wiary: pana Mojżesza Isserlesa, naszego nauczyciela Samuela Edelsa (pamięć sprawiedliwych błogosławiona na życie w świecie przyszłym). Żona sędziwego, gaona Prawa, światła i filaru ludu, pana, przywódcy wszystkich synów wygnania, naszego nauczyciela Eliasza Chaima (pamięć sprawiedliwego błogosławiona na życie w świecie przyszłym) Majzel, przewodniczącego sądu rabinicznego w Łodzi (niech się rozwija nasze miasto). Zmarła 9 tamuz 569 według małego rachunku. Wskrzesiciel zmarłych przyjdzie, śpiący niech powstaną i niech żyją życiem wiecznym.
  Budynek od dawna jest zrujnowany.